# Jašilkul
Jašilkul (rusky Яшилькуль) je jezero na Pamíru v Horním Badachšánu v Tádžikistánu. Vzniklo v důsledku sesuvu, který přehradil údolí řeky Aličur. Má rozlohu 35,6 km². Dosahuje maximální hloubky 52 m. Leží v nadmořské výšce 3734 m.

## Vodní režim
Zdroj vody je sněhový a ledovcový. Do jezera ústí řeka Aličur a odtéká z něj řeka Gunt (povodí Amudarji).